# Derlis González
Derlis Alberto González Galeano (Mariano Roque Alonso, Paraguay; 20 de marzo de 1994) es un futbolista paraguayo. Juega en la posición de delantero y su equipo actual es el Club Olimpia, de la Primera División de Paraguay. Ha sido internacional absoluto con la selección de fútbol de Paraguay.

## Trayectoria

### Rubio Ñu
Debutó en Rubio Ñu a los 15 años, el 9 de diciembre de 2009 ante 12 de Octubre, convirtiéndose en el futbolista más joven en debutar en la Primera de Rubio Ñu.
Durante su participación en dicho campeonato fue transferido al Benfica de Portugal por la suma de un millón de euros. El contrato comenzó a regir a partir de junio de 2012, cuando el futbolista cumplió la mayoría de edad.
Mientras tanto, continuó jugando para Rubio Ñu. Por las buenas actuaciones en el Sudamericano Sub-20 de 2013, ha atraído la atención de varios clubes como el Manchester City o el Chelsea, ambos de Inglaterra.

### Club Guaraní
En enero del 2013, se concreta su préstamo por un año al Club Guaraní de Paraguay. El 24 de mayo de 2013, se hace referencia a González en el diario español Marca como una futura estrella, siguiendo los pasos de Ángel Di María, quien se mudó del Benfica para el Real Madrid.

### Club Olimpia
Tras una buena temporada con el conjunto aurinegro, en el primer mes de 2014, Derlis desembarca en Olimpia, también cedido por el Benfica, dueño de su ficha, por un lapso de seis meses.

### F. C. Basilea
El 20 de mayo de 2014, González firmó con el club suizo FC Basel un contrato de cinco años hasta el 30 de junio de 2019. Por unos 3 millones de euros. Hizo su debut en el primer equipo de la liga el 19 de julio de 2014 en el 2-1 triunfo como visitante contra Aarau. Él anotó su primer gol con su nuevo club el 31 de agosto de 2014 en la victoria por 3-1 en casa contra el Young Boys.
El 16 de septiembre de 2014, González anotó su primer gol en la UEFA Champions League para el Basilea en la derrota 5-1 ante el Real Madrid. Y añadió otro el 4 de noviembre, en la victoria por 4-0 sobre el Ludogorets Razgrad. El 18 de febrero de 2015, abrió el marcador en un último partido 16 de ida en casa ante el FC Porto, poniendo un eventual empate 1-1.

### Dinamo de Kiev
En julio de 2015, Derlis González fichó por el FC Dinamo de Kiev de la Liga Premier de Ucrania. El delantero paraguayo firmó un contrato por cinco años, cuyo traspaso demandó unos 14 millones de dólares, cifra sólo superada por sus compatriotas Roque Santa Cruz y Óscar Cardozo, por lo que se constituye en el tercer mejor fichaje de un futbolista paraguayo en la historia.

### Santos F. C.
Luego de 3 años en el conjunto ucraniano, en agosto de 2018 parte cedido al Santos por 2 años.

### Club Olimpia
Después de idas y vueltas, rumores y más rumores, el 2 de febrero de 2020 Club Olimpia anunciaría un fichaje de récord histórico, Derlis González volvía a casa, y Olimpia que desembolsaria 4,5 millones (el fichaje más caro del club hasta el momento) por la mitad de su pase para tenerlo por 5 temporadas.

## Selección nacional

### Categorías inferiores
En 2011, formó parte del equipo de la selección de Paraguay en el Campeonato Sudamericano Sub-17 en Ecuador, anotando un gol en la derrota ante la selección colombiana por 3-1. En enero de 2013, participó en el Campeonato Sudamericano Sub-20, siendo subcampeón y clasificándose para la Copa Mundial en Turquía más tarde ese año, donde anotó el gol de la victoria contra México.

#### Participación Sudamericanos
| Campeonato                  | Sede      | Resultado  | Partidos | Goles |
| --------------------------- | --------- | ---------- | -------- | ----- |
| Sudamericano Sub-17 de 2011 | Ecuador   | Fase final | 7        | 1     |
| Sudamericano Sub-20 de 2013 | Argentina | Subcampeón | 9        | 4     |

#### Participaciones en Copas del Mundo
| Mundial                     | Sede    | Resultado        | Partidos | Goles |
| --------------------------- | ------- | ---------------- | -------- | ----- |
| Copa Mundial Sub-20 de 2013 | Turquía | Octavos de final | 4        | 1     |

### Selección absoluta
Es internacional con la selección de fútbol de Paraguay. Su primera convocatoria para la selección data para los amistosos internacionales fecha FIFA del 3 y 7 de septiembre de 2014.
Él apareció como sustituto de medio tiempo en el primer partido del equipo contra Argentina, ayudando a Paraguay a recuperarse de déficit de 2 goles en contra, donde terminaría con un 2-2 en La Serena. El 27 de junio, después de la mano de Thiago Silva, González anotó un penal por los cuartos de final contra Brasil en Concepción para nivelar el marcador en 1-1; en el que resultaría definición por penales, donde convirtió el tiro ganador para llevar a Paraguay a la semifinal.
En la Copa América 2015 disputada en Chile tuvo una destacada actuación finalizando su selección en la cuarta posición del torneo.
Además tiene marcados 2 goles en las eliminatorias del mundial de Rusia 2018, uno a Venezuela y otro a Argentina, ambos en condición de visitante, en partidos que la selección de Paraguay ganó por 1 a 0. En 2019 fue confirmado en la lista de 23 jugadores para disputar la Copa América 2019, donde pudo convertir frente a Catar. Su equipo llegaría hasta la instancia de los cuartos de final donde serían eliminados ante Brasil en los penales.

#### Participaciones en Eliminatorias al Mundial
| Eliminatorias                 | Resultado | Partidos | Goles |
| ----------------------------- | --------- | -------- | ----- |
| Eliminatorias Mundial de 2018 | 7.° lugar | 11       | 2     |

#### Participaciones en Copa América
| Copa              | Sede           | Resultado        | Partidos | Goles |
| ----------------- | -------------- | ---------------- | -------- | ----- |
| Copa América 2015 | Chile          | Cuarto puesto    | 5        | 1     |
| Copa América 2016 | Estados Unidos | Primera fase     | 2        | 0     |
| Copa América 2019 | Brasil         | Cuartos de final | 4        | 1     |

#### Goles en la selección
| Goles con la Selección de Paraguay | Goles con la Selección de Paraguay | Goles con la Selección de Paraguay | Goles con la Selección de Paraguay | Goles con la Selección de Paraguay | Goles con la Selección de Paraguay | Goles con la Selección de Paraguay | Goles con la Selección de Paraguay | Goles con la Selección de Paraguay |
| Resultados                         | Resultados                         | Resultados                         | Resultados                         | Lugar                              | Estadio                            | Fecha                              | Tipo                               | Goles                              |
| ---------------------------------- | ---------------------------------- | ---------------------------------- | ---------------------------------- | ---------------------------------- | ---------------------------------- | ---------------------------------- | ---------------------------------- | ---------------------------------- |
| Paraguay                           | 2                                  | 1                                  | Perú                               | Luque                              | Estadio Feliciano Cáceres          | 14 de noviembre de 2014            | Amistoso                           | 1 gol                              |
| Paraguay                           | 1                                  | 1                                  | Brasil                             | Concepción                         | Estadio Municipal de Concepción    | 27 de junio de 2015                | Copa América 2015                  | 1 gol                              |
| Paraguay                           | 1                                  | 0                                  | Venezuela                          | Puerto Ordaz                       | Estadio Cachamay                   | 8 de octubre de 2015               | Eliminatorias Sudamericanas 2018   | 1 gol                              |
| Paraguay                           | 1                                  | 0                                  | Argentina                          | Córdoba                            | Estadio Mario Alberto Kempes       | 11 de octubre de 2016              | Eliminatorias Sudamericanas 2018   | 1 gol                              |
| Paraguay                           | 2                                  | 4                                  | México                             | Santa Clara                        | Levi's Stadium                     | 26 de marzo de 2019                | Amistoso                           | 1 gol                              |
| Paraguay                           | 2                                  | 0                                  | Guatemala                          | Asunción                           | Estadio Defensores del Chaco       | 9 de junio de 2019                 | Amistoso                           | 1 gol                              |
| Paraguay                           | 2                                  | 2                                  | Catar                              | Río de Janeiro                     | Estadio de Maracaná                | 16 de junio de 2019                | Copa América 2019                  | 1 gol                              |
| Paraguay                           | 1                                  | 4                                  | Japón                              | Sapporo                            | Domo de Sapporo                    | 2 de junio de 2022                 | Amistoso                           | 1 gol                              |
| Paraguay                           | 1                                  | 0                                  | México                             | Atlanta                            | Mercedes-Benz Stadium              | 31 de agosto de 2022               | Amistoso                           | 1 gol                              |

Para un total de 9 goles.

## Estadísticas

### Clubes
Actualizado hasta su último partido disputado el 31 de julio de 2025.
| Club                           | Div.          | Temporada     | Liga  | Liga  | Liga   | Copas nacionales | Copas nacionales | Copas nacionales | Torneos internacionales | Torneos internacionales | Torneos internacionales | Total | Total | Total  |
| Club                           | Div.          | Temporada     | Part. | Goles | Asist. | Part.            | Goles            | Asist.           | Part.                   | Goles                   | Asist.                  | Part. | Goles | Asist. |
| ------------------------------ | ------------- | ------------- | ----- | ----- | ------ | ---------------- | ---------------- | ---------------- | ----------------------- | ----------------------- | ----------------------- | ----- | ----- | ------ |
| Rubio Ñu Paraguay              | 1.ª           | 2010          | 15    | 2     | ?      | —                | —                | —                | —                       | —                       | —                       | 15    | 2     | ?      |
| Rubio Ñu Paraguay              | 1.ª           | 2011          | 22    | 4     | ?      | —                | —                | —                | —                       | —                       | —                       | 22    | 4     | ?      |
| Rubio Ñu Paraguay              | 1.ª           | 2012          | 13    | 2     | ?      | —                | —                | —                | —                       | —                       | —                       | 13    | 2     | ?      |
| Rubio Ñu Paraguay              | Total club    | Total club    | 50    | 8     | ?      | 0                | 0                | 0                | 0                       | 0                       | 0                       | 50    | 8     | ?      |
| Club Guaraní Paraguay          | 1.ª           | 2013          | 32    | 14    | 4      | —                | —                | —                | 4                       | 1                       | 0                       | 36    | 15    | 4      |
| Club Guaraní Paraguay          | Total club    | Total club    | 32    | 14    | 4      | 0                | 0                | 0                | 4                       | 1                       | 0                       | 36    | 15    | 4      |
| Club Olimpia Paraguay          | 1.ª           | 2014          | 20    | 9     | 2      | —                | —                | —                | —                       | —                       | —                       | 20    | 9     | 2      |
| F. C. Basilea · Suiza          | 1.ª           | 2014-15       | 26    | 3     | 10     | 2                | 0                | 0                | 8                       | 3                       | 0                       | 36    | 6     | 10     |
| F. C. Basilea · Suiza          | Total club    | Total club    | 26    | 3     | 10     | 2                | 0                | 0                | 8                       | 3                       | 0                       | 36    | 6     | 10     |
| F. C. Dinamo de Kiev · Ucrania | 1.ª           | 2015-16       | 14    | 2     | 0      | 4                | 0                | 0                | 8                       | 1                       | 2                       | 26    | 3     | 2      |
| F. C. Dinamo de Kiev · Ucrania | 1.ª           | 2016-17       | 18    | 3     | 4      | 3                | 2                | 0                | 5                       | 1                       | 0                       | 26    | 6     | 4      |
| F. C. Dinamo de Kiev · Ucrania | 1.ª           | 2017-18       | 18    | 2     | 0      | 3                | 0                | 3                | 12                      | 1                       | 3                       | 33    | 3     | 6      |
| F. C. Dinamo de Kiev · Ucrania | Total club    | Total club    | 50    | 7     | 4      | 10               | 2                | 3                | 25                      | 3                       | 5                       | 85    | 12    | 12     |
| Santos F. C. · Brasil          | 1.ª           | 2018          | 16    | 1     | 5      | —                | —                | —                | 2                       | 0                       | 0                       | 18    | 1     | 5      |
| Santos F. C. · Brasil          | 1.ª           | 2019          | 16    | 1     | 0      | 18               | 7                | 4                | 2                       | 0                       | 0                       | 36    | 8     | 4      |
| Santos F. C. · Brasil          | 1.ª           | 2020          | —     | —     | —      | 1                | 0                | 0                | —                       | —                       | —                       | 1     | 0     | 0      |
| Santos F. C. · Brasil          | Total club    | Total club    | 32    | 2     | 5      | 19               | 7                | 4                | 4                       | 0                       | 0                       | 55    | 9     | 9      |
| Club Olimpia Paraguay          | 1.ª           | 2020          | 15    | 7     | 6      | —                | —                | —                | 5                       | 0                       | 0                       | 20    | 7     | 6      |
| Club Olimpia Paraguay          | 1.ª           | 2021          | 21    | 6     | 5      | 4                | 5                | 0                | 6                       | 2                       | 0                       | 31    | 13    | 5      |
| Club Olimpia Paraguay          | 1.ª           | 2022          | 32    | 18    | 6      | 2                | 2                | 0                | 14                      | 3                       | 2                       | 48    | 22    | 8      |
| Club Olimpia Paraguay          | 1.ª           | 2023          | 17    | 4     | 0      | 1                | 0                | 0                | 2                       | 0                       | 0                       | 20    | 4     | 0      |
| Club Olimpia Paraguay          | 1.ª           | 2024          | 35    | 6     | 6      | 3                | 1                | 0                | —                       | —                       | —                       | 38    | 7     | 6      |
| Club Olimpia Paraguay          | 1.ª           | 2025          | 20    | 4     | 3      | 1                | 1                | 0                | 4                       | 1                       | 0                       | 25    | 6     | 3      |
| Club Olimpia Paraguay          | Total club    | Total club    | 160   | 54    | 28     | 11               | 9                | 0                | 31                      | 6                       | 2                       | 202   | 69    | 30     |
| Total carrera                  | Total carrera | Total carrera | 350   | 88    | 51     | 42               | 18               | 7                | 72                      | 13                      | 7                       | 464   | 119   | 65     |
| 1. 2.                          |               |               |       |       |        |                  |                  |                  |                         |                         |                         |       |       |        |

### Selección nacional
Actualizado hasta su último partido disputado el 3 de julio de 2024.
| Selección         | Año             | Amistosos | Amistosos | Amistosos | Eliminatorias | Eliminatorias | Eliminatorias | Continental | Continental | Continental | Mundial | Mundial | Mundial | Total | Total | Total  |
| Selección         | Año             | Part.     | Goles     | Asist.    | Part.         | Goles         | Asist.        | Part.       | Goles       | Asist.      | Part.   | Goles   | Asist.  | Part. | Goles | Asist. |
| ----------------- | --------------- | --------- | --------- | --------- | ------------- | ------------- | ------------- | ----------- | ----------- | ----------- | ------- | ------- | ------- | ----- | ----- | ------ |
| Sub-17 Paraguay   | 2011            | —         | —         | —         | —             | —             | —             | 7           | 1           | 0           | —       | —       | —       | 7     | 1     | 0      |
| Sub-17 Paraguay   | Total           | 0         | 0         | 0         | 0             | 0             | 0             | 7           | 1           | 0           | 0       | 0       | 0       | 7     | 1     | 0      |
| Sub-20 Paraguay   | 2013            | 1         | 0         | 0         | —             | —             | —             | 9           | 4           | 1           | 4       | 1       | 1       | 14    | 5     | 2      |
| Sub-20 Paraguay   | Total           | 1         | 0         | 0         | 0             | 0             | 0             | 9           | 4           | 1           | 4       | 1       | 1       | 14    | 5     | 2      |
| Absoluta Paraguay | 2014            | 8         | 1         | 0         | —             | —             | —             | —           | —           | —           | —       | —       | —       | 8     | 1     | 0      |
| Absoluta Paraguay | 2015            | 1         | 0         | 0         | 4             | 1             | 1             | 5           | 1           | 0           | —       | —       | —       | 10    | 2     | 1      |
| Absoluta Paraguay | 2016            | 1         | 0         | 0         | 5             | 1             | 0             | 2           | 0           | 0           | —       | —       | —       | 8     | 1     | 0      |
| Absoluta Paraguay | 2017            | —         | —         | —         | 2             | 0             | 0             | —           | —           | —           | —       | —       | —       | 2     | 0     | 0      |
| Absoluta Paraguay | 2018            | 2         | 0         | 0         | —             | —             | —             | —           | —           | —           | —       | —       | —       | 2     | 0     | 0      |
| Absoluta Paraguay | 2019            | 9         | 2         | 0         | —             | —             | —             | 4           | 1           | 0           | —       | —       | —       | 13    | 3     | 0      |
| Absoluta Paraguay | 2022            | 7         | 2         | 2         | —             | —             | —             | —           | —           | —           | —       | —       | —       | 7     | 2     | 2      |
| Absoluta Paraguay | 2024            | 1         | 0         | 0         | —             | —             | —             | 1           | 0           | 0           | —       | —       | —       | 2     | 0     | 0      |
| Absoluta Paraguay | Total           | 29        | 5         | 2         | 11            | 2             | 1             | 12          | 2           | 0           | 0       | 0       | 0       | 52    | 9     | 3      |
| Total selección   | Total selección | 30        | 5         | 2         | 11            | 2             | 1             | 28          | 7           | 1           | 4       | 1       | 1       | 73    | 15    | 5      |
| 1. 2. 3.          |                 |           |           |           |               |               |               |             |             |             |         |         |         |       |       |        |

## Palmarés

### Títulos nacionales
| Título                  | Club                 | País     | Año     |
| ----------------------- | -------------------- | -------- | ------- |
| Superliga de Suiza      | F. C. Basilea        | Suiza    | 2014-15 |
| Liga Premier de Ucrania | F. C. Dinamo de Kiev | Ucrania  | 2015-16 |
| Supercopa de Ucrania    | F. C. Dinamo de Kiev | Ucrania  | 2016    |
| Primera División        | Club Olimpia         | Paraguay | C-2020  |
| Copa Paraguay           | Club Olimpia         | Paraguay | 2021    |
| Supercopa Paraguay      | Club Olimpia         | Paraguay | 2021    |
| Primera División        | Club Olimpia         | Paraguay | C-2022  |
| Primera División        | Club Olimpia         | Paraguay | C-2024  |

### Distinciones individuales
| Distinción                                                                  | Otorgada por | Año  |
| --------------------------------------------------------------------------- | ------------ | ---- |
| Incluido en el equipo ideal de los cuartos de final de la Copa América 2015 | Goal.com     | 2015 |
| Futbolista Paraguayo del Año                                                | ABC Color    | 2015 |
| Jugador de la gente                                                         | APF          | 2022 |
| Mejor futbolista de la temporada                                            | APF          | 2022 |